# 9540 Mikhalkov
A 9540 Mikhalkov (ideiglenes jelöléssel 1982 UJ7) a Naprendszer kisbolygóövében található aszteroida. Ljudmila Georgijevna Karacskina fedezte fel 1982. október 21-én.